# Hoa hậu Hòa bình Quốc tế 2021
Hoa hậu Hòa bình Quốc tế 2021 là cuộc thi Hoa hậu Hòa bình Quốc tế lần thứ 9 được tổ chức tại Ultra Arena Show DC, Băng Cốc, Thái Lan vào ngày 4 tháng 12 năm 2021. Hoa hậu Hòa bình Quốc tế 2020 - Abena Appiah đến từ Hoa Kỳ đã trao lại vương miện cho người kế nhiệm của mình, cô Nguyễn Thúc Thùy Tiên đến từ Việt Nam.

## Kết quả

### Thứ hạng
| Kết quả                       | Thí sinh |
| ----------------------------- | --- |
| Hoa hậu Hòa bình Quốc tế 2021 | - Việt Nam – Nguyễn Thúc Thùy Tiên |
| Á hậu 1                       | - Ecuador – Andrea Aguilera |
| Á hậu 2                       | - Brazil – Lorena Rodrigues |
| Á hậu 3                       | - Puerto Rico – Vivianie Diaz-Arroyo |
| Á hậu 4                       | - Nam Phi – Jeanè Van Dam |
| Top 10                        | - Campuchia – Sothida Pokimtheng § - Costa Rica – Adriana Moya Alvarado - Indonesia – Sophia Rogan - Tây Ban Nha – Alba Dunkerbeck - Venezuela – Vanessa Coello Coraspe |
| Top 20                        | - Angola – Marilia Agostinho - Úc – Angolina Amores - Colombia – Mariana Jaramillo Cordoba - Cộng hòa Dominica – Stephanie Medina - Pháp – Elodie Sirulnick - Đức – Luisa Victoria Malz - Ấn Độ – Manika Sheokand - Malaysia – Lishalliny Karanan - Myanmar – Amara Shun Lei - Hà Lan – Nathalie Yasmin - Nigeria – Patience Chenema Christopher |

§: Thí sinh được vào thẳng Top 10 (không có mặt trong Top 20) do chiến thắng giải thưởng Miss Popular Vote

### Thứ tự công bố

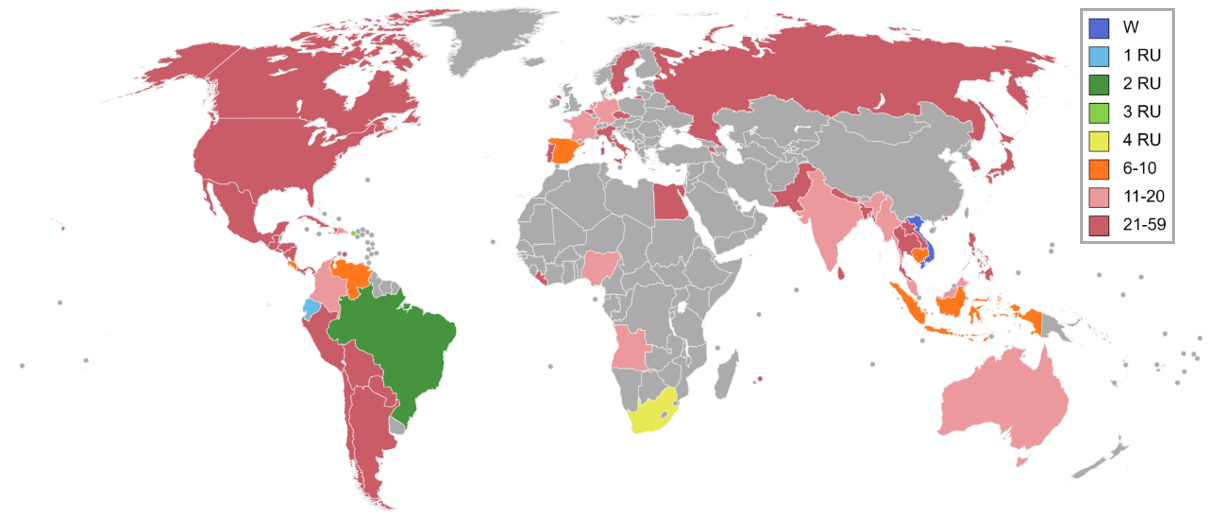
Các quốc gia và vùng lãnh thổ tham gia Hoa hậu Hoà bình Quốc tế 2021 và kết quả.

| 1. Costa Rica 2. Ecuador 3. Pháp 4. Úc 5. Malaysia 6. Brazil 7. Ấn Độ 8. Colombia 9. Myanmar 10. Hà Lan 11. Nigeria 12. Đức 13. Indonesia 14. Tây Ban Nha 15. Cộng hòa Dominica 16. Việt Nam 17. Puerto Rico 18. Venezuela 19. Nam Phi 20. Angola | 1. Campuchia 2. Venezuela 3. Costa Rica 4. Indonesia 5. Tây Ban Nha 6. Nam Phi 7. Puerto Rico 8. Việt Nam 9. Brazil 10. Ecuador | 1. Puerto Rico 2. Ecuador 3. Brazil 4. Việt Nam 5. Nam Phi |  |

## Các giải thưởng đặc biệt
| Giải thưởng                               | Thí sinh                                                                                  |
| ----------------------------------------- | ----------------------------------------------------------------------------------------- |
| Miss Popular Vote                         | - Campuchia – Sothida Pokimtheng                                                          |
| Best in Swimsuit                          | - Puerto Rico – Vivianie Diaz-Arroyo                                                      |
| Best in Swimsuit (Fans Vote)              | - Việt Nam – Nguyễn Thúc Thùy Tiên                                                        |
| Best in Evening Gown                      | - Thái Lan – Indy Johnson                                                                 |
| Best National Costume                     | - Angola – Marilia Agostinho - Malaysia – Lishalliny Karanan - Peru – Samantha Batallanos |
| Miss Grand Pageant Insider's Choice Award | - Việt Nam – Nguyễn Thúc Thùy Tiên                                                        |
| Grand Spirit Award                        | - Armenia – Kristina Goharik Ayanian                                                      |
| Grand Performance Award                   | - Panama – Katie Nairobi Caicedo Richards                                                 |

## Thí sinh tham gia
Cuộc thi có tổng cộng 59 thí sinh tham gia:
| Quốc gia/Vùng lãnh thổ | Thí sinh                       | Tuổi | Quê quán              |
| ---------------------- | ------------------------------ | ---- | --------------------- |
| Angola                 | Marilia Agostinho              | 27   | Luanda                |
| Argentina              | Florencia Melanie De Palo      | 24   | Buenos Aires          |
| Armenia                | Kristina Goharik Ayanian       | 24   | Boston                |
| Úc                     | Angolina Amores                | 27   | Sydney                |
| Bangladesh             | Marjana Chowdhury              | 27   | Sylhet                |
| Bỉ                     | Zomkey Tenzin                  | 20   | Vlaams-Brabant        |
| Bolivia                | Eloísa Gutiérrez               | 23   | Sucre                 |
| Brazil                 | Lorena Rodrigues               | 26   | Sao Paulo             |
| Campuchia              | Sothida Pokimtheng             | 23   | Battambang            |
| Canada                 | Olga Bykadorova                | 27   | Montréal              |
| Chile                  | Vanessa Echeverria Maizares    | 24   | Antofagasta           |
| Colombia               | Mariana Jaramillo Cordoba      | 23   | Barranquilla          |
| Costa Rica             | Adriana Moya Alvarado          | 27   | Alajuela              |
| Cuba                   | Geysel Vaillant                | 22   | Havana                |
| Curaçao                | Kimberly Fernandes             | 25   | Willemstad            |
| Cộng hòa Séc           | Barbora Aglerová               | 23   | Praha                 |
| Cộng hòa Dominica      | Stephanie Medina               | 22   | Higuey                |
| Ecuador                | Andrea Aguilera                | 20   | Los Ríos              |
| Ai Cập                 | Shahy Hamdy                    | 25   | Cairo                 |
| El Salvador            | Iris Yazmín Guerra             | 25   | Santa Ana             |
| Pháp                   | Elodie Sirulnick               | 24   | New York              |
| Đức                    | Luisa Victoria Malz            | 19   | Granada               |
| Guatemala              | María José Sazo                | 21   | Escuintla             |
| Haiti                  | Lynn Rubiane St-Germain        | 28   | Port-au-Prince        |
| Honduras               | Celia Monterrosa               | 25   | Santa Bárbara         |
| Hồng Kông              | Sen Yang                       | 26   | Hàn Quốc              |
| Ấn Độ                  | Manika Sheokand                | 26   | Haryana               |
| Indonesia              | Sophia Rogan                   | 19   | Bali                  |
| Ý                      | Marika Nadizoi                 | 21   | Lazio                 |
| Nhật Bản               | Chika Mizuno                   | 24   | Tokyo                 |
| Hàn Quốc               | Lee Ji-ho                      | 24   | Seoul                 |
| Lào                    | Daomixay Pachansitti           | 23   | Savannakhet           |
| Liberia                | Hajamaya Mulbah                | 22   | Monrovia              |
| Malaysia               | Lishalliny Karanan             | 24   | Selangor              |
| Mauritius              | Maomi Buan                     | 21   | Curepipe              |
| Mexico                 | Mariana Macias                 | 25   | Jalisco               |
| Myanmar                | Amara Shun Lei                 | 25   | Yangon                |
| Nepal                  | Ronali Amatya                  | 25   | Kathmandu             |
| Hà Lan                 | Mathalie Yasmin                | 24   | Amsterdam             |
| Nicaragua              | Epifanía Solís                 | 22   | Managua               |
| Nigeria                | Patience Chenema Christopher   | 27   | Kogia                 |
| Bắc Ireland            | Shannon McCullagh              | 25   | Belfast               |
| Pakistan               | Ramina Ashfaque                | 27   | Karachi               |
| Panama                 | Katie Nairobi Caicedo Richards | 20   | Madrid                |
| Paraguay               | Andrea Jimena Sosa             | 21   | Hohenau               |
| Peru                   | Samantha Batallanos Cortagena  | 27   | Lima                  |
| Philippines            | Samantha Panlilio              | 25   | Cavite                |
| Bồ Đào Nha             | Ana Laura Ferreira             | 19   | Guarda                |
| Puerto Rico            | Vivianie Diaz-Arroyo           | 23   | Villalba              |
| Nga                    | Alesia Semerenko               | 27   | Moskva                |
| Siberia                | Kristina Shenknekht            | 25   | Moskva                |
| Nam Phi                | Jeanè Van Dam                  | 20   | Johannesburg          |
| Tây Ban Nha            | Alba Dunkerbeck                | 19   | Quần đảo Canaria      |
| Sri Lanka              | Anna-Marie Ondaatje            | 21   | Ontario               |
| Thụy Điển              | Jennie Frondell                | 25   | Stockholm             |
| Thái Lan               | Indy Johnson                   | 23   | Pathum Thani          |
| Hoa Kỳ                 | Madison Lynn Callaghan         | 25   | North Carolina        |
| Venezuela              | Vanessa Coello Coraspe         | 26   | Maturín               |
| Việt Nam               | Nguyễn Thúc Thùy Tiên          | 23   | Thành phố Hồ Chí Minh |

## Chú ý

### Lần đầu tham gia
- Bangladesh
- Liberia
- Siberia

### Trở lại
| - Lần cuối tham gia vào năm 2014: - Pakistan - Lần cuối tham gia vào năm 2015: - Angola - Honduras - Lần cuối tham gia vào năm 2017: - Bắc Ireland | - Lần cuối tham gia vào năm 2018: - Bỉ - Hồng Kông - Lần cuối tham gia vào năm 2019: - Armenia - Úc - Curaçao - Haiti |

### Bỏ cuộc
| - Albania - Bashkortostan - Belarus - Bulgaria - Trung Quốc - Crimea - Anh - Phần Lan | - Iran - Ireland - Jamaica - Kenya - Ba Lan - Scotland - Uruguay - Wales |